# ホワイト・キャッスル8号店
ホワイト・キャッスル8号店は、アメリカ合衆国ミネソタ州ミネアポリスにある、かつてハンバーガー・レストラン・チェーン店ホワイト・キャッスルの店舗があった建物。このチェーンが建設した可搬式プレハブ工法による建物であり、少数しか残っていないもののひとつであり、現在ではアコーディオン販売店になっている。
この建物は28フィート（8.5メートル）四方の広さで、これまでにミネアポリスの3つの場所に設置されたことがある。当初はミネソタ大学のキャンパス（Stadium Village 地区）に近いワシントン・アベニュー・サウスイースト616番地(616 Washington Avenue Southeast)に、1936年に設置された。この建物は、1950年に、当初の敷地の地主に借地権の更新を断られたため、セントラル・アベニュー・サウスイースト329番地(329 Central Avenue Southeast)に移設された。1983年、ホワイト・キャッスルは、セントラル・アベニューにあったこの店から数ブロックしか離れていない場所に、新しく大きな店舗を構えた。
ミネアポリスの建築史の一部となっているこの建物を救うべく、ミネアポリス歴史遺産保存委員会(the Minneapolis Heritage Preservation Commission)は、この建物を買い取って、別の場所に移設する意思のある買い手を見つけ出し、この建物は破壊を免れた。現在、この建物はリンデール・アベニュー・サウス3253番地(3252 Lyndale Avenue South)にあり、1986年には国家歴史登録財に加えられている。

## 歴史
1926年、ホワイト・キャッスルはミネアポリス地域に進出した。当地域では8軒の店舗が1927年に建設され、ワシントン・アベニュー・サウスイースト616番地にも化粧れんがを施した店舗が建てられた。チェーンの拡大とともに、ホワイト・キャッスルは標準化された製造工程を確立し、店舗にも標準化された外見が確立されるようになった。
ホワイト・キャッスルの子会社であったポーセリン・スティール・ビルディングス（Porcelain Steel Buildings、「陶鋼建設」の意）は、どこの敷地でも組み立てられる、移設が可能なプレハブ工法による構造物を製造していた。この建物は、当初の1927年にワシントン・アベニューの敷地に建てられた店舗に代わって、1936年に設置された。この建物は、シカゴ・ウォーター・タワーに似た外見になるよう造られており、八角形の控え壁や、銃眼が配された塔、胸墻が意匠として施されている。ホワイト・キャッスルの創設者たちは、後年になって、このデザインは、陶製品を建築材として用いるのに成功した最初の例であると主張した。このホワイト・キャッスルの店舗設置の手法は、本社のあったカンザス州ウィチタ周辺の起業家たちを刺激し、可搬式プレハブ工法の建物の製造が盛んになった。
1950年、ワシントン・アベニューの敷地の地主は借地権の更新を断わった。もともとホワイト／キャッスルが移設可能な店舗を開発したのは、小さな1区画の地主が借地権の更新を断わることを想定してのことだった。ホワイト・キャッスルは、それまで店舗があった場所から数ブロックしか離れていないセントラル・アベニューとフォース・ストリート・サウスイースト(Fourth Street Southeast)の角に、新しく大きな店舗を構えた。しかし、当時のホワイト・キャッスルは、市街地中心部から郊外への人口の流出に気づいておらず、中心部に近い地区で店舗を存続させることは、より大きな店舗を郊外に展開するのに比べ、何倍にも大きな困難となっていった。やがて、同社も、より大きな店舗の郊外展開の可能性を認識するようになる。不幸なことに、このような判断は、より小さい、古くからの店舗が時代遅れになったことを意味していた。1983年、同社は新しい店舗をミネアポリス北東部に建てた。幸い、歴史的価値があるものとしての保存運動が功を奏し、この建物は1984年に現在の場所に移設された。
通常、建物が元の場所から移設されたり、大幅に改築されると、国家歴史登録財の認定は取り消される。しかし、初期のホワイト・キャッスルの店舗が、当初から移設できるようになっていたことを連邦当局も考慮し、認定を与えている。